# Homer Simpson

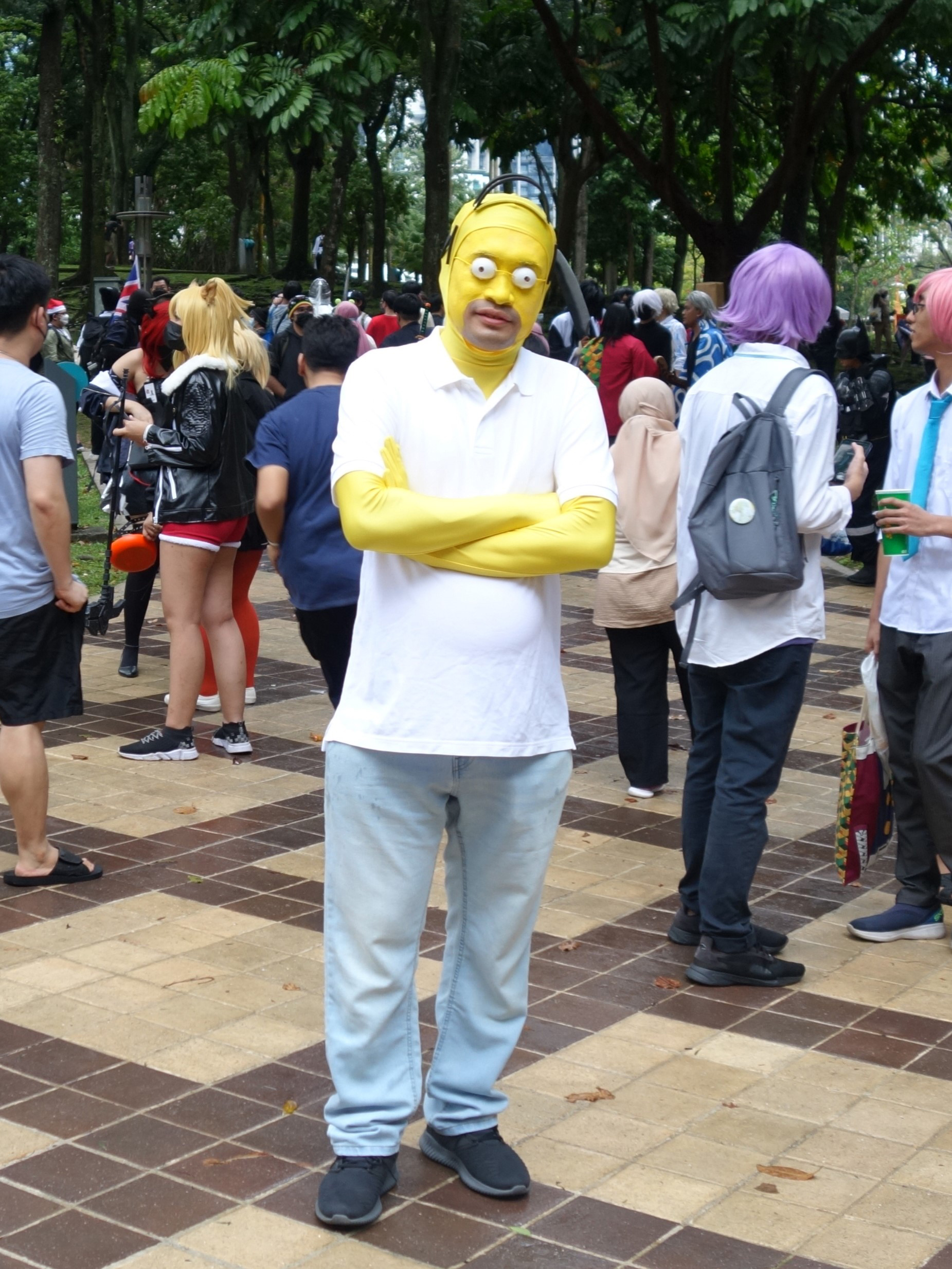
Cosplayer Homer Simpson

Homer Jay Simpson (17 tháng 12 năm 1955) nhân vật chính hư cấu của loạt phim hoạt hình truyền hình The Simpsons và là người bố trong gia đình Simpson. Nhân vật này do Dan Castellaneta lồng tiếng và xuất hiện lần đầu tiên trên truyền hình cùng với gia đình mình, vào ngày 19 tháng 4 năm 1987. Homer được tạo ra và thiết kế bởi nhà sản xuất hoạt hình Matt Groening.